# ورقة 5000 ين
ورقة 5000 ين ياباني (باليابانية: 五千円紙幣) أصدرت في عام 1957 في السلسلة الثالثة من الأوراق النقدية (السلسلة C). الإصدار الأخير لها هو السلسلة E (2004).

## السلسلة

### السلسلة C
أصدرت الورقة الخضراء والبنية في 1 أكتوبر 1957، وظهر عليها شوتوكو تايشي والمقر الرئيسي لبنك اليابان.

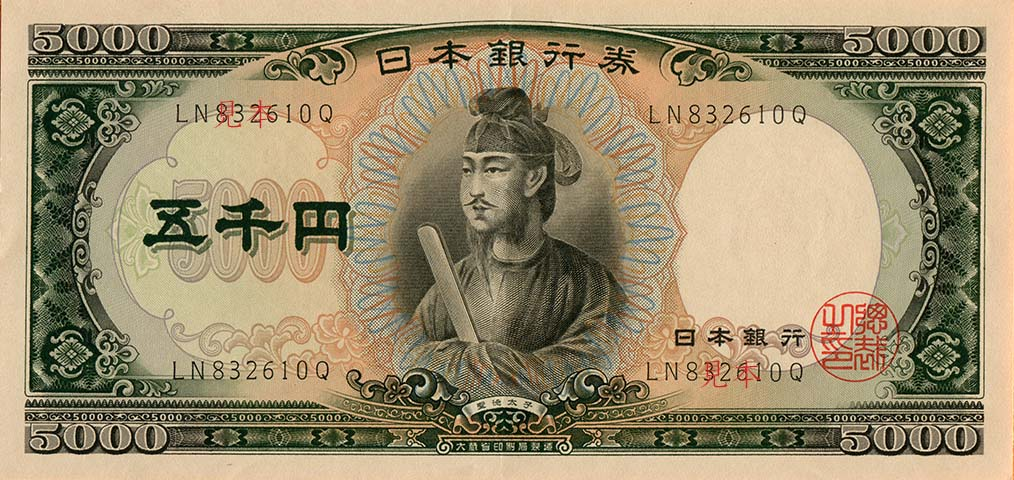
وجه ورقة 5000 ين من السلسلة (C (1957.
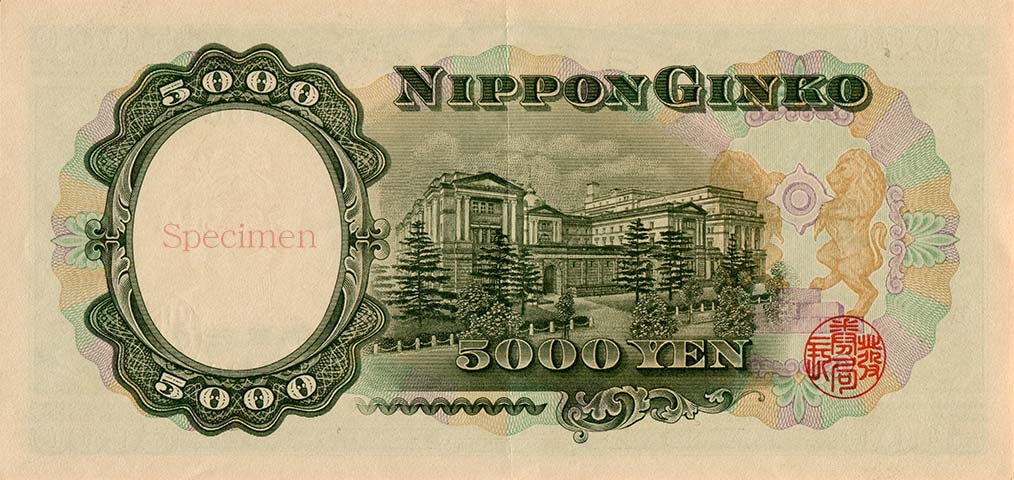
ظهر ورقة 5000 ين من السلسلة (C (1957.

### السلسلة D
أصدرت الورقة الأرجوانية في 1 نوفمبر 1984 وظهر على وجهها نيتوبي إينازو وظهر جبل فوجي وبحيرة موتوسو.

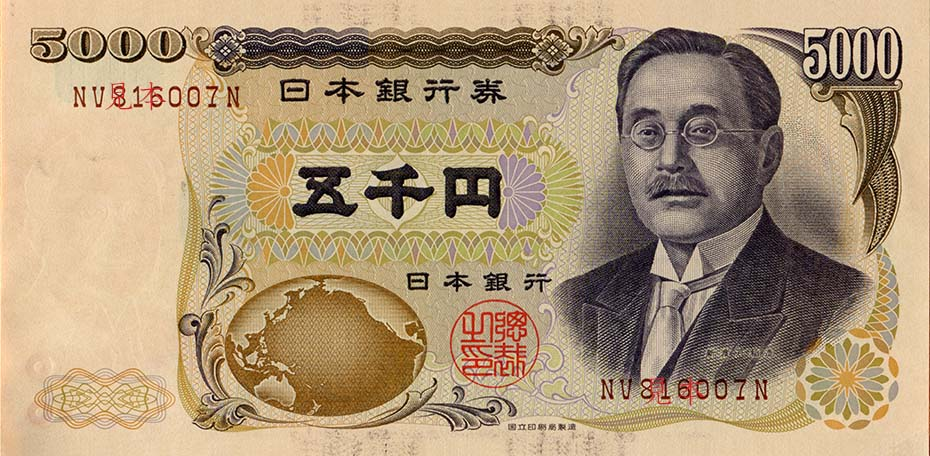
وجه ورقة 5000 ين من السلسلة (D (1984.
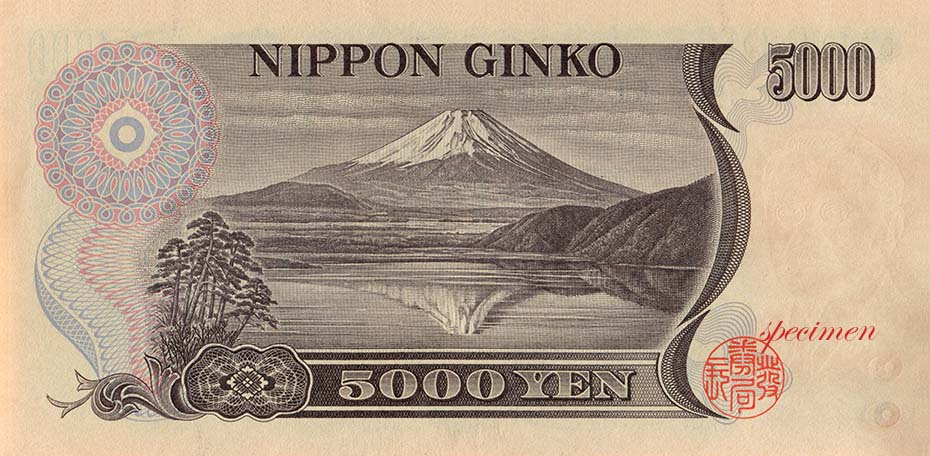
ظهر ورقة 5000 ين من السلسلة (D (1984.

### السلسلة E
أصدرت الورقة في 1 نوفمبر 2004. يظهر على الوجه صورة Ichiyo Higuchi وهو كاتب وشاعر من فترة مييجي، وعلى الظهر لوحة كاكيتسوباتا زو لكورين أوجاتا. وضعت ميزات أمنية لمكافحة التزييف وتشمل الطباعة الغائرة والصور ثلاثية الأبعاد والطباعة الغائرة والحبر المضىء والعلامات المائية.

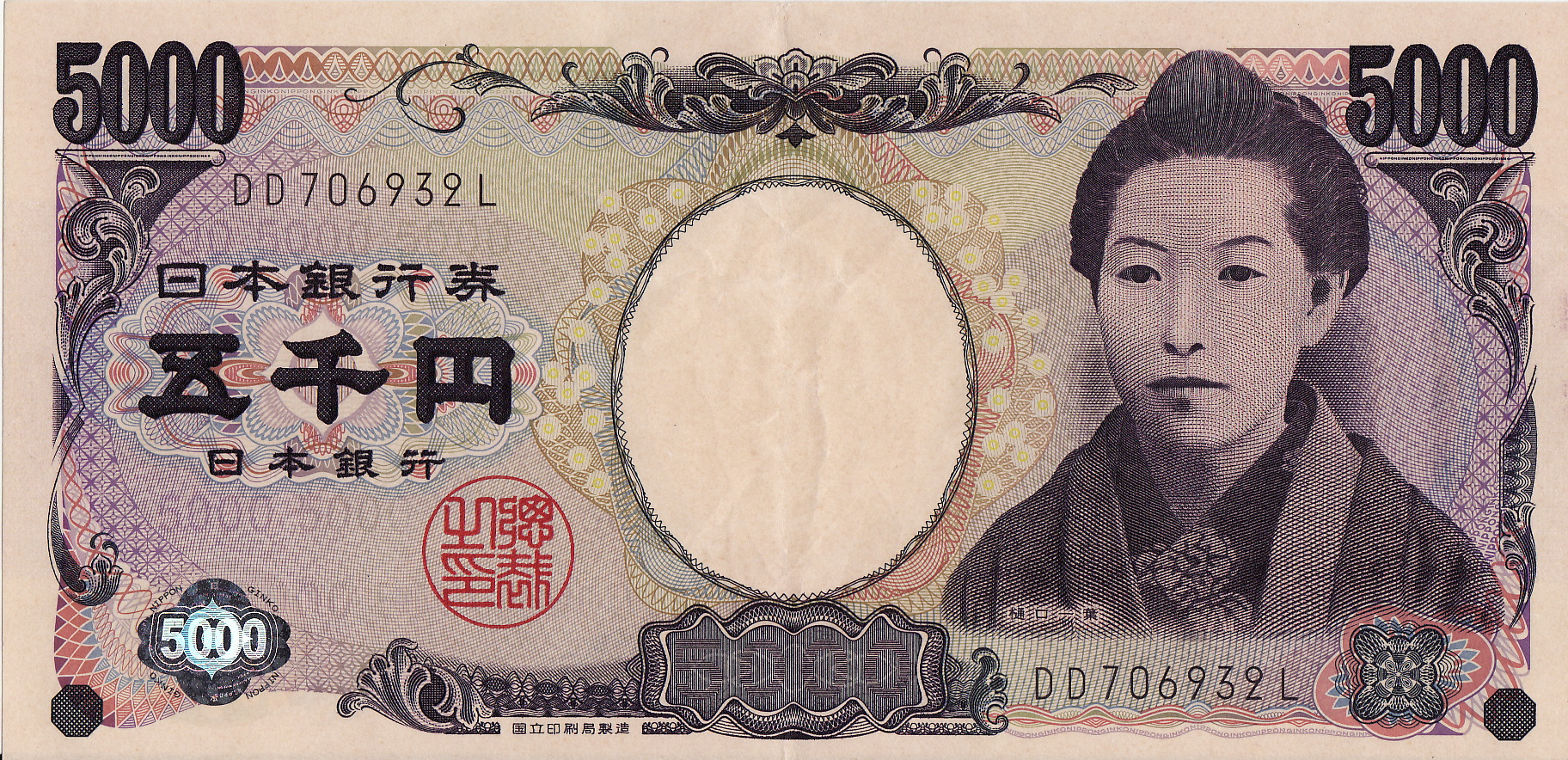
وجه ورقة 5000 ين من السلسلة (E (2004.
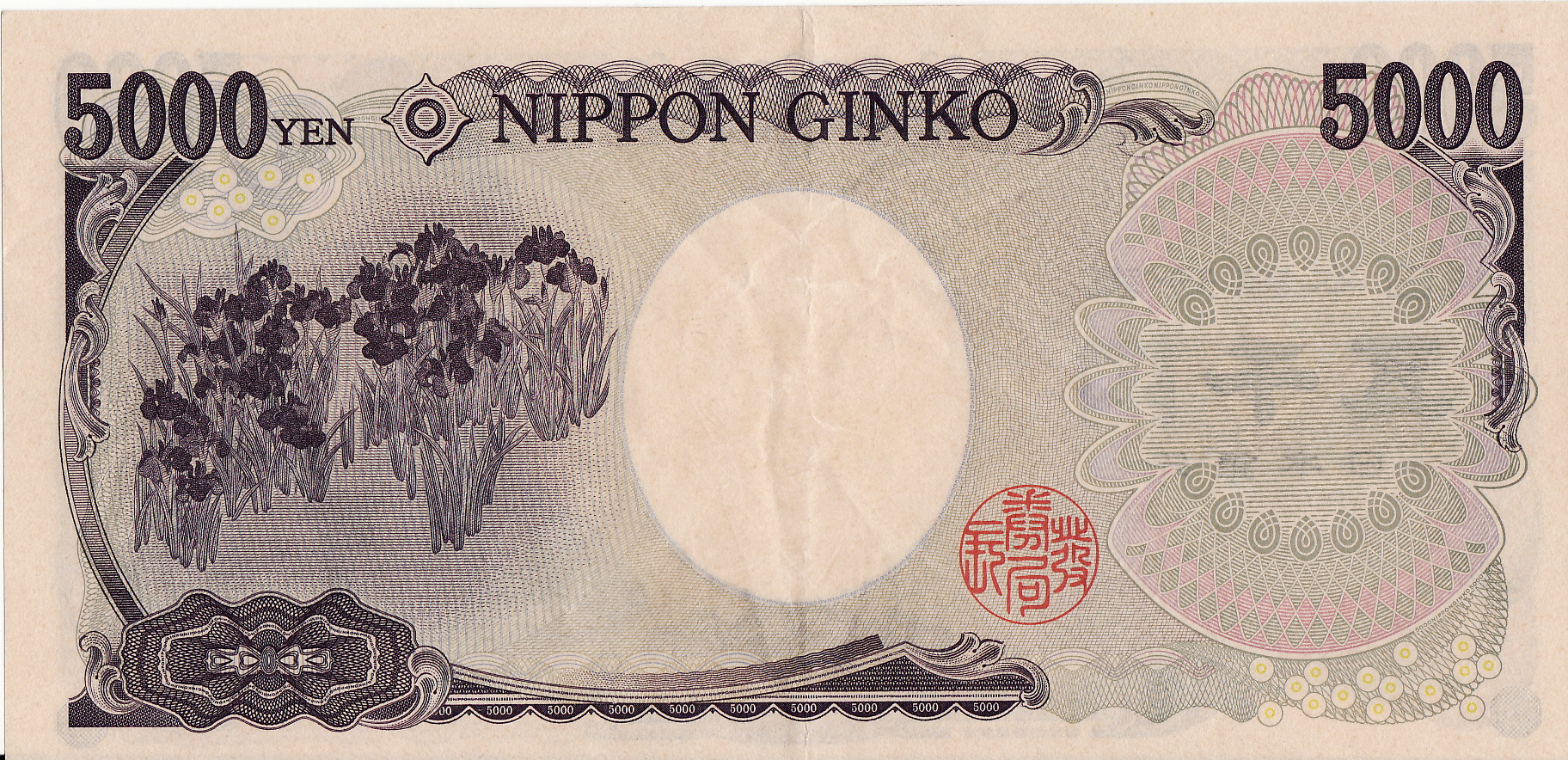
ظهر ورقة 5000 ين من السلسلة (E (2004.

### السلسلة F
أعلن وزير المالية تارو أسو في 9 أبريل 2019 عن تصميمات جديدة لأوراق 1000 ين و5000 ين و10,000 ين ستطرح في 3 يوليو 2024. ستحتوي ورقة 5000 ين الجديدة على تسودا أوميكو على الوجه وزهور وستارية على الوجه.

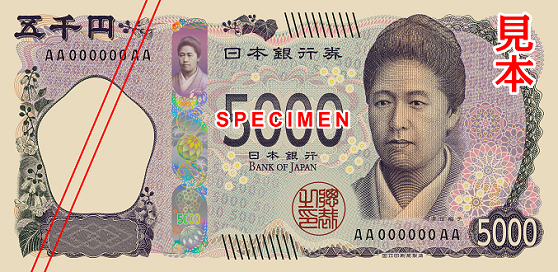
وجه ورقة 5000 ين من السلسلة (F (2024.
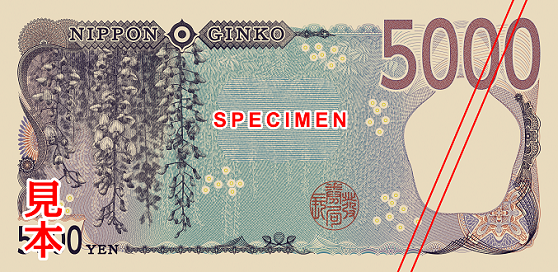
ظهر ورقة 5000 ين من السلسلة (F (2024.